# Phycologie
Cet article possède des paronymes, voir Phytologie et Psychologie.
La phycologie est la science qui étudie les algues. On utilise parfois le terme d'algologie mais ce dernier désigne aussi la branche de la médecine consacrée au traitement de la douleur, aussi est-il peu à peu abandonné par les botanistes, phycologues (ou algologues) et microbiologistes.
Justin Girod-Chantrans (1750-1841), est considéré comme le père, avec Jean Pierre Étienne Vaucher (1763-1841), de la phycologie française.
Les phycologues ont constitué une société internationale (International Phycological Society), qui publie depuis 1961 une revue bimensuelle dénommée Phycologia. Phycologia publie des articles et informations sur tous les aspects de la phycologie (fondamentale ou appliquée), et notamment dans les domaines de la biochimie, la biologie cellulaire, la biologie du développement, l'écologie, l'évolution, la génétique, la biologie moléculaire, la physiologie et la systématique.